# ركوع (إسلام)

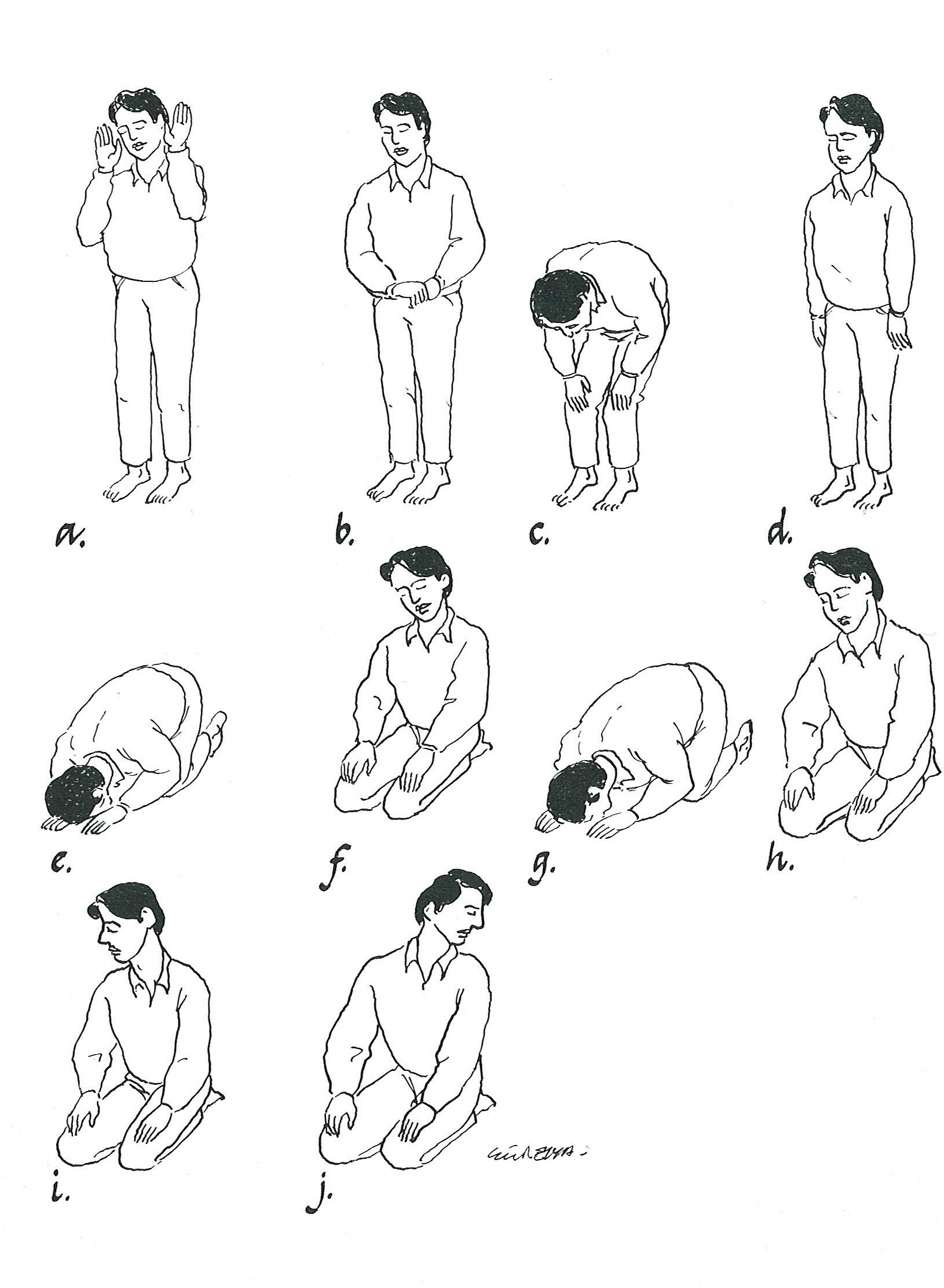
اوضاع الصلاة - الوضع (C) هو وضع الركوع

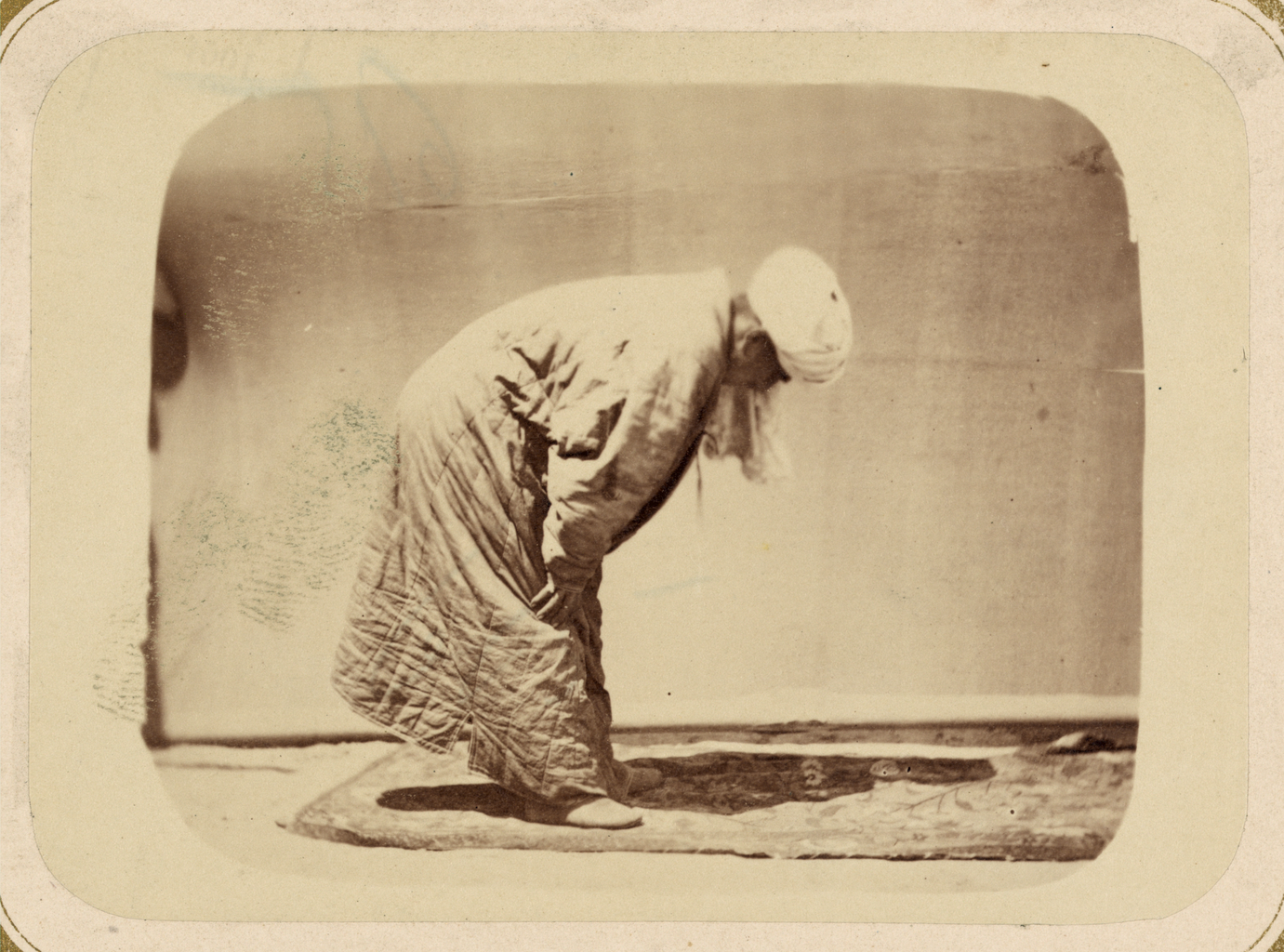
وضع الركوع

الرُّكُوعُ في الصلاة: أن يحني المصلى ظهره بعد قومةِ القراءة، حتى تنال راحتاه ركبتيه ويطمئنَّ ظهره ويستوي. والركوع فرض من فروض الصلاة فرضًا أو نفلاً، جماعة أو مُنفِردًا.المعجم الوسيط  الرُّكُوعُ لغة: من ركع [ ر ك ع ] أي انحنى،
«وَجَدْتُ الجَماعَةَ في رُكوعٍ وَخُشوعٍ»: وَجَدْتُهُمْ يُؤَدُّونَ صَلاتَهُمْ، اِنْحِناءُ الظَّهْرِ وَوَضْعُ اليَدَيْنِ على الرُّكْبَتَيْنِ.
المعجم: الغني
وقال صاحب الحاوي وبعضهم: هو الخضوع وأنشدوا فيه البيت المشهور:
- وقوله: ولأن الهُويّ هو بضم الهاء وتشديد الياء، وهو «السقوط» و«الانخفاض».
- وقاله الجوهري وآخرون بفتح الهاء، وقال صاحب المطالع: الهوي بالفتح النزول والسقوط، والهوي بالضم الصعود قال: وقال [ ص: 364 ] الخليل: هما لغتان بمعنى هو بحسب المعنيين معا.
- اصطلاحاً واصطلاحا فهو الانحناء في الصلاة بقصد الخضوع لله تعالى، فلا يكفي الخضوع بلا انحناء ولا انحناء دون الخضوع كالانحناء لتناول شيء ما. الركوع فعل حركي كالاعتكاف والطواف والسجود وليس فعل عاطفي كالخشوع والحزن والسعادة. وأيضا يستدل على أن الركوع من الصلاة حيث يأتي الركوع ملازما للسجود ويختلف الركوع عن عبادة التسبيح بأن عبادة التسبيح ذكرت أوقاتها في القران الكريم بينما لم يذكر أوقاتا محددة للركوع في القرأن الكريم، وبما أن الركوع يأتي ملازما للسجود فلهذا الأصح أن الركوع من الصلاة.

## أدلة الركوع في الصلاة

### أدلة الركوع في الصلاة من القرآن الكريم
| - قال تعالى في كتابه الكريم: ﴿وَأَقِيمُوا الصَّلَاةَ وَآتُوا الزَّكَاةَ وَارْكَعُوا مَعَ الرَّاكِعِينَ ۝٤٣﴾ - سورة البقرة. - قال تعالى في كتابه الكريم: ﴿وَإِذْ جَعَلْنَا الْبَيْتَ مَثَابَةً لِلنَّاسِ وَأَمْنًا وَاتَّخِذُوا مِنْ مَقَامِ إِبْرَاهِيمَ مُصَلًّى وَعَهِدْنَا إِلَى إِبْرَاهِيمَ وَإِسْمَاعِيلَ أَنْ طَهِّرَا بَيْتِيَ لِلطَّائِفِينَ وَالْعَاكِفِينَ وَالرُّكَّعِ السُّجُودِ ۝١٢٥﴾ - سورة البقرة. - قال تعالى في كتابه الكريم: ﴿يَا مَرْيَمُ اقْنُتِي لِرَبِّكِ وَاسْجُدِي وَارْكَعِي مَعَ الرَّاكِعِينَ ۝٤٣﴾ - سورة آل عمران. - قال تعالى في كتابه الكريم: ﴿إِنَّمَا وَلِيُّكُمُ اللَّهُ وَرَسُولُهُ وَالَّذِينَ آمَنُوا الَّذِينَ يُقِيمُونَ الصَّلَاةَ وَيُؤْتُونَ الزَّكَاةَ وَهُمْ رَاكِعُونَ ۝٥٥﴾ - سورة المائدة. - قال تعالى في كتابه الكريم: ﴿التَّائِبُونَ الْعَابِدُونَ الْحَامِدُونَ السَّائِحُونَ الرَّاكِعُونَ السَّاجِدُونَ الْآمِرُونَ بِالْمَعْرُوفِ وَالنَّاهُونَ عَنِ الْمُنْكَرِ وَالْحَافِظُونَ لِحُدُودِ اللَّهِ وَبَشِّرِ الْمُؤْمِنِينَ ۝١١٢﴾ - سورة التوبة. - قال تعالى في كتابه الكريم: ﴿وَإِذْ بَوَّأْنَا لِإِبْرَاهِيمَ مَكَانَ الْبَيْتِ أَنْ لَا تُشْرِكْ بِي شَيْئًا وَطَهِّرْ بَيْتِيَ لِلطَّائِفِينَ وَالْقَائِمِينَ وَالرُّكَّعِ السُّجُودِ ۝٢٦﴾ - سورة الحج. - قال تعالى في كتابه الكريم: ﴿يَا أَيُّهَا الَّذِينَ آمَنُوا ارْكَعُوا وَاسْجُدُوا وَاعْبُدُوا رَبَّكُمْ وَافْعَلُوا الْخَيْرَ لَعَلَّكُمْ تُفْلِحُونَ ۝٧٧﴾ - سورة الحج. - قال تعالى في كتابه الكريم: ﴿وَإِذَا قِيلَ لَهُمُ ارْكَعُوا لَا يَرْكَعُونَ ۝٤٨﴾ - سورة المرسلات . - قال تعالى في كتابه الكريم: ﴿قَالَ لَقَدْ ظَلَمَكَ بِسُؤَالِ نَعْجَتِكَ إِلَى نِعَاجِهِ وَإِنَّ كَثِيرًا مِنَ الْخُلَطَاءِ لَيَبْغِي بَعْضُهُمْ عَلَى بَعْضٍ إِلَّا الَّذِينَ آمَنُوا وَعَمِلُوا الصَّالِحَاتِ وَقَلِيلٌ مَا هُمْ وَظَنَّ دَاوُدُ أَنَّمَا فَتَنَّاهُ فَاسْتَغْفَرَ رَبَّهُ وَخَرَّ رَاكِعًا وَأَنَابَ ۝٢٤﴾ - سورة ص . |

### أدلة الركوع في الصلاة من السنة النبوية
| - حديث أبي هريرة رضي الله عنه: «أن رجلاً دخل المسجد فصلى، ثم جاء فسلم على النبي ﷺ فرد عليه النبي صلى الله عليه وسلم، وقال: "ارجع فصل فإنك لم تصل"، فصلى، ثم جاء فأمره بالرجوع، فعل ذلك ثلاث مرات، فقال: والذي بعثك بالحق ما أحسن غيره، فقال عليه الصلاة والسلام: "إذا قمت إلى الصلاة فأسبغ الوضوء، ثم استقبل القبلة فكبر، ثم اقرأ ما تيسر معك من القرآن، ثم اركع حتى تطمئن راكعاً، ثم ارفع حتى تعتدل قائماً، ثم اسجد حتى تطمئن ساجداً، ثم ارفع حتى تستوي قائماً، ثم افعل ذلك في صلاتك كلها".» - عن علي رضي الله عنه قال: «كان رسول الله ﷺ إذا ركع لو وُضع قدح من ماء على ظهره لم يهرق" رواه أحمد وأبو داود في مراسيله.» - قال رسول الله ﷺ: «صلوا كما رأيتموني أصلي» رواه البخاري |

## حكم الركوع في الصلاة

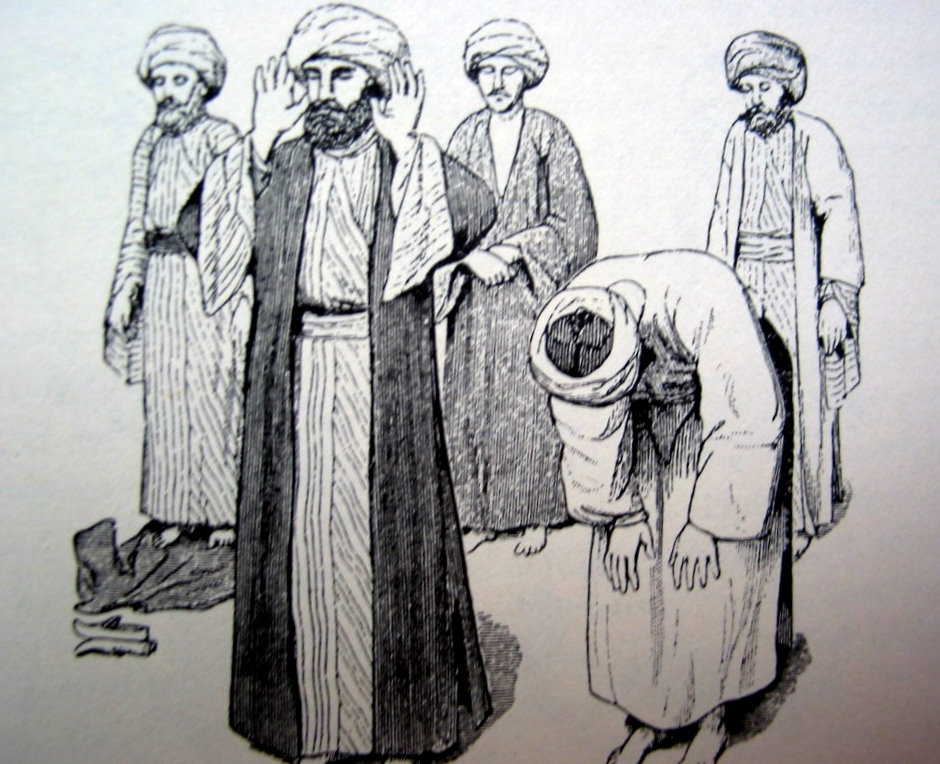
كيفية التكبير والركوع في الصلاة

- هو فرض من فرائض الصلاة في الإسلام قال المصنف: (ثم يركع وهو فرض من فروض الصلاة لقوله عز وجل: ﴿اركعوا واسجدوا﴾.
- والمستحب: أن يكبر للركوع لما روى أبو هريرة: رضي الله عنه أن النبي ﷺ كان إذا قام إلى الصلاة يكبر حين يقوم وحين يركع ثم يقول: سمع الله لمن حمده حين يرفع رأسه، ثم يكّبر حين يسجد، ثم يكّبر حين يرفع رأسه، يفعل ذلك في الصلاة كلها حتى يقضيها؛ ولأن الهوي إلى الركوع فعل فلا يخلو من ذكر كسائر الأفعال)
- وأجمع العلماء على وجوب الركوع، ودليله مع الآية الكريمة والإجماع حديث «المسيء صلاته» مع قوله ﷺ: «صلوا كما رأيتموني أصلي». ويسن أن يكبر للركوع، بلا خلاف عندنا. في الركوع والسجود لا بد له من السكون والطمانينة حتى يتحقق الخشوع[3][4]

وأجمل ما قيل في الركوع لله نجده في نونية ابن القيم:

## كيفية الركوع
يركع قائلاً: ( الله أكبر )، رافعاً يديه إلى حذو منكبيه أو إلى حذو أذنيه، كما سبق عند تكبيرة الإحرام، ويجب أن يسوى ظهره في الركوع، ويُمَكن أصابع يديه من ركبتيه مع تفريقها.
- ويقول في ركوعه: ( سبحان ربي العظيم ). والواجب أن يقولها مرة واحدة، وما زاد فهو سنة.
- ويسن أن يقول في ركوعه: ( سبحانك اللهم ربنا وبحمدك، اللهم اغفر لي )، أو يقول: ( سبوح قدوس رب الملائكة والروح )[5]
- قال الإمام ابن قدامة: (ويجب أن يطمئن في ركوعه، ومعناه: أن يمكث إذا بلغ حدّ الركوع قليلاً، وبهذا قال الشافعي).

فالحاصل أن من حقق القدر المجزئ من الركوع، فصلاته صحيحة، ولكن السنة في الركوع تسوية الرأس بالعجز (مؤخرة الشخص) والاعتماد باليدين على الركبتين مع مجافاتهما عن الجنبين، وتفريج الأصابع على الركبة والساق، وبسط الظهر.
- فعن عقبة بن عامر: «أنه ركع فجافى يديه، ووضع يديه على ركبتيه، وفرج بين أصابعه من وراء ركبتيه، وقال: هكذا رأيت رسول الله ﷺ» رواه أحمد، وأبو داود، والنسائي.[6]
- وعند النسائي: «أن النبي ﷺ كان إذا ركع اعتدل ولم يُصوبَ رأسه ولم يقنعه». ومعنى (يصوب): يميل به إلى أسفل ومعنى (يقنعه): يرفعه إلى أعلى.
- وعن علي  قال: «كان رسول الله ﷺ إذا ركع لو وُضع قدح من ماء على ظهره لم يهرق» رواه أحمد وأبو داود في مراسيله.

ولا شك أن هدي النبي ﷺ أكمل هدي، وقد قال رسول الله ﷺ: «صلوا كما رأيتموني أصلي» رواه البخاري، ومن هنا يجب امتثال السنة في الركوع

### الدعاء اثناء الركوع
فقد روى مسلم في صحيحه من حديث ابن عباس قال: قال رسول الله ﷺ: «فأما الركوع فعظموا فيه الرب عز وجل وأما السجود فاجتهدوا في الدعاء فقمن أن يستجاب».
فهذا يفيد أن المشروع حال الركوع الاجتهاد في تعظيم الله تعالى بتسبيحه وتقديسه، ويفيد أيضاً أن السجود أخص بالدعاء من الركوع،
وهذا لايعني أنه لا يدعى في الركوع بل يعني أن الدعاء في الركوع أحرى بأن يجاب من سائر أحوال الصلاة. وقد جاء الدعاء في الركوع تابعاً للتسبيح ففي الصحيحين من حديث عائشة رضي الله عنها أنها قالت: «كان النبي ﷺ يكثر أن يقول في ركوعه وسجوده: سبحانك اللهم ربنا وبحمدك اللهم اغفر لي يتأول القرآن». فالذي ينبغي للمصلي أن يجتهد في التعظيم راكعاً وفي الدعاء ساجداً.

### بعض صيغ الدعاء أثناء الركوع
1. «سبحان ربي العظيم» ثلاث مرات.
2. «سبحانك اللهم ربنا وبحمدك، اللهم اغفر لي».
3. «اللهم لك ركعت وبك آمنت، ولك أسلمت خشع لك سمعي وبصري ودمي ولحمي وعظمي وعصبي، وما استقل به قدمي»
4. «سبحان ذي الجبروت والملكوت والكبرياء والعظمة».[8]

## قراءة القرآن في الركوع والسجود
- اتَّفق الجمهور على منع قراءة القرآن في الركوع والسجود؛ لحديث علي  في ذلك، قال: «نهاني رسول الله صلى الله عليه وسلم - ولا أقول: نَهاكم - أن أقرأ القرآن راكعًا وساجدًا».
- قال الطبري: وهو حديث صحيح، وبه أخَذ فقهاء الأمصار. وصار قوم من التابعين إلى جواز ذلك، وهو مذهب البخاري؛ لأنه لم يصحَّ الحديث عنده، والله أعلم.
- قال ابن حزم: النهي للكلِّ - أي: لعليٍّ وجميع المسلمين - لأن كل ما نَهى عنه عليه السلام فحُكْمُنا حكمه؛ إلا أن يأتي نصٌّ بتخصيصه.
- قال الشوكاني: فيه دليل على تحريم القراءة في هذَين المحلَّين - أي: الركوع والسجود - لأن وظيفتهما إنما هي التسبيح والدعاء؛ لِما في صحيح مسلم وغيره عنه صلى الله عليه وسلم: «نُهيتُ أن أقرأ القرآن راكعًا أو ساجدًا، فأما الركوع فعظِّموا فيه الرب عز وجل، وأما السجود فاجتهدوا في الدعاء».
- وقال الصنعاني: الحديث دليل على تحريم قراءة القرآن حال الركوع والسجود؛ لأن الأصل في النهي التحريم، وظاهرُه وجوب تسبيح الركوع، ووجوب الدعاء في السجود؛ للأمر بهما.[9]

## الرفع من الركوع
اختلَف أهلُ العلمِ في حُكمِ وضعِ اليدِ اليُمنى على اليُسرى بعد الرَّفعِ مِن الرُّكوعِ، على ثلاثةِ أقوالٍ:

### القولُ الأوَّلُ
يُسَنُّ وضعُ اليدِ اليُمنى على اليُسرى بعد القيامِ مِن الرُّكوعِ، وهو قولُ بعضِ الحنَفيَّةِ، والهيتميِّ مِن الشافعيَّةِ، وهو اختيارُ ابنِ حزمٍ، وابنِ بازٍ ، وابنِ عُثَيمين.
الأدلَّة:
أوَّلًا: من السُّنَّة:
1. عن سهلِ بنِ سعدٍ السَّاعديِّ رَضِيَ اللهُ عَنْه، قال: ((كان النَّاسُ يؤمَرونَ أنْ يضَعَ الرَّجلُ اليدَ اليُمنى على ذراعِه اليُسرى في الصَّلاةِ))[10]، وقال أبو حازمٍ: ولا أعلَمُه إلَّا يُنمِي ذلك إلى النبيِّ صلَّى اللهُ عليه وسلَّم.
2. عن أنسٍ رَضِيَ اللهُ عَنْه قال: ((كان رسولُ اللهِ إذا قال: سمِعَ اللهُ لِمَن حمِدَه قام حتَّى نقولَ: إنَّه قد أوهَمَ..)).[11]
وَجْهُ الدَّلالَةِ: قوله: (قد أوهَمَ) فيه إشارةً إلى أنَّ قيامَه بعد الرُّكوعِ كقيامِه قبل الرُّكوعِ في الهيئةِ، ومنها وضعُ اليدينِ، لذلك ظنَّ الصحابة أنه أوهم، ولو كان هناك فرقٌ بينهما لما ظنُّوا هذا الظَّن.

ثانيًا: لم يثبُتْ عن النبيِّ صلَّى اللهُ عليه وسلَّم في حديثٍ أنَّه سدَلَ يدَيْهِ وأرسَلَهما مع جنبَيْهِ في القيامِ في الصَّلاةِ.

### القولُ الثاني
لا يُسَنُّ وضعُ اليدِ اليُمنى على اليُسرى بعد القيامِ مِن الرُّكوعِ، وهذا مذهبُ الجمهورِ؛ مِن الحنفيَّةِ، والمالكيَّةِ ، والشافعيَّةِ، وقولٌ عند الحنابلةِ ، وذلك لأنَّه لم يرِدْ مطلَقًا في شيءٍ مِن أحاديثِ الصَّلاةِ، ولم يُنقَلْ عن أحدٍ مِن السَّلفِ وضعُ اليدينِ على الصَّدرِ بعد الرَّفعِ مِن الرُّكوعِ.

### القولُ الثالثُ
إن شاءَ وضَع اليدَ اليُمنى على اليُسرى بعد القيامِ مِن الرُّكوعِ، وإن شاءَ لم يضَعْ، وهذا مذهبُ الحنابلةِ ؛ وذلك لعدمِ وجودِ دليلٍ صريحٍ في القبضِ أو الإرسالِ بعد الرَّفعِ مِن الرُّكوعِ.

## وصلات خارجية
- موقع الصلاة
- شبكة فقه الصلاة نسخة محفوظة 14 يناير 2015 على موقع واي باك مشين.
- الشرح الفقهي المصور - صفة الصلاة
- Why combine Zuhr-Asr and Maghrib-Isha prayers? نسخة محفوظة 12 نوفمبر 2012 على موقع واي باك مشين.
- E-Book: Salaah - A Detailed Guide to Prayer
- Step by Step Namaz Guide
- iPhone app "alQibla" for worldwide prayer timings and qibla direction from anywhere on earth
- Contact Prayer (Salat) time calculator
- Prayer times for cities the world over
- Determining time of Salah anywhere
- Determining salat times during an air journey
- Salat presentation in video, including how to perform salat in detail
- Worldwide prayer time calculation
- Salaah: Complete interactive online guide
- Living as a Muslim
- Salah Tracking App
- Salah Guide for Beginners